# Magdeburgerforth (Naturschutzgebiet)
Koordinaten: 52° 13′ 35″ N, 12° 14′ 2″ O
Magdeburgerforth ist ein Naturschutzgebiet in der Stadt Möckern im Landkreis Jerichower Land in Sachsen-Anhalt.
Das Naturschutzgebiet mit dem Kennzeichen NSG 0018 ist 127,08 Hektar groß. Es ist Bestandteil des FFH-Gebietes „Ringelsdorfer-, Gloine- und Dreibachsystem im Vorfläming“. Das Gebiet steht seit dem 1. Mai 1961 unter Schutz (Datum der Verordnung: 30. März 1961). 101,24 Hektar sind als Totalreservat ausgewiesen und der natürlichen Entwicklung vorbehalten. Zuständige untere Naturschutzbehörde ist der Landkreis Jerichower Land.
Das Naturschutzgebiet liegt südöstlich des Genthiner Ortsteils Schopsdorf. Es stellt ein Waldgebiet im Burg-Ziesarer Vorfläming unter Schutz. Dieses wird von Pfeifengras-Birken-Eichenwald mit Heidelbeere und Adlerfarn dominiert. Weiterhin sind Erlen-Eschenwald und entlang der Bäche Winkelseggen-Eschenwald zu finden. Kleinflächig kommt Traubenkirschen-Eschenwald vor. Quellmoorbereiche werden von Walzenseggen-Erlenbruchwald mit Königsfarn und Sumpfcalla sowie Moorbirken-Erlenbruchwald mit Torfmoosen und Deutschem Geißblatt und Glockenheide bzw. Sumpfporst und Sprossendem Bärlapp eingenommen.
Auf wenigen feuchten Standorten stocken Rotbuchen- und Eichen-Hainbuchenwald mit Schattenblümchen, Sternmieren und Waldlabkraut. In geringem Umfang sind auch Nadelholzforste in das Naturschutzgebiet einbezogen.
Im Naturschutzgebiet sind beispielsweise Habicht, Wespenbussard, Schwarzspecht, Hohltaube, Waldschnepfe und Waldlaubsänger heimisch.
Nach Süden und Osten schließen sich weitere Wälder an, während das Naturschutzgebiet im Norden und Westen an landwirtschaftliche Nutzflächen grenzt.